# Grotrian (Mondkrater)
Grotrian ist ein Einschlagkrater auf der Mondrückseite.
Der Krater liegt im Süden der erdabgewandten Seite, nördlich des riesigen Kraters Schrödinger und südwestlich von Planck, am südlichen Ende des Vallis Planck. Im Norden befindet sich Fechner, im Westen Sikorsky.
Der Krater hat einen Zentralberg in Höhe von zirka 740 m, die Entstehungszeit fällt in das Eratosthenische Zeitalter, möglicherweise in die spät-imbrische Periode. Der südliche Kraterrand ist vom jüngeren Einschlagkrater Hawke überlagert.

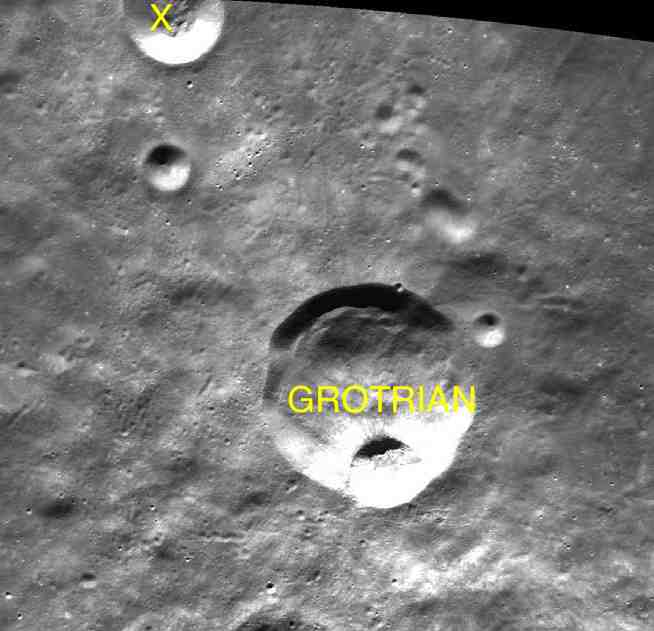
Grotrian mit seinem Nebenkrater

Grotrian hat einen mit X bezeichneten Nebenkrater:
| Buchstabe | Position            | Durchmesser | Link |
| --------- | ------------------- | ----------- | ---- |
| X         | 64,09° S, 125,29° O | 18 km       |      |

Der Krater wurde 1970 von der IAU offiziell nach dem deutschen Astronomen Walter Grotrian benannt.